# Liste von Söhnen und Töchtern der Stadt Almaty
Die Liste von Söhnen und Töchtern der Stadt Almaty zählt Personen auf, die in der kasachischen Stadt Almaty (1854–1867 Wernoje, 1867–1921 Wernyj, 1921–1993 Alma-Ata) geboren wurden.

## A
- Erlan Abdyldajew (* 1966), kirgisischer Diplomat
- Aibol Äbiken (* 1996), Fußballspieler
- Almas Äbsejit (* 1989), Billardspieler
- Madina Abylqassymowa (* 1978), Politikerin
- Qairat Äbussejitow (* 1955), Diplomat
- Magomed Albogatschijew (* 1957), inguschetischer Mufti
- Rachat Älijew (1962–2015), Politiker und Diplomat
- Jerlan Aryn (* 1961), Politiker
- Aqmaral Arystanbekowa (* 1948), Diplomatin und Politikerin
- Mäulen Äschimbajew (* 1971), Politiker

## B
- Bauyrschan Baibek (* 1974), Politiker
- Emir Baighasin (* 1984), Filmregisseur
- Dmitri Balandin (* 1995), Schwimmer
- Ruslan Baltijew (* 1978), Fußballspieler
- Eugen Bauder (* 1986), deutscher Schauspieler und ein international tätiges deutsches Model
- Alexei Bannikow (* 1973), Freestyle-Skier
- Olschas Bektenow (* 1980), Politiker
- Anastassija Bogatschowa (* 1998), Rennrodlerin
- Alan Böribajew (* 1979), Dirigent und Generalmusikdirektor
- Qanat Bosymbajew (* 1969), Politiker
- Sinaida Botschanzewa (1907–1973), sowjetische Botanikerin und Hochschullehrerin
- Alexander Brener (* 1957), russischer Aktionskünstler

## C
- Juri Chitrin (1946–2004), Jurist
- Martin Chuber (* 1992), Skirennläufer
- Natalia Cukseeva (* 1990), deutsche Volleyballspielerin

## D
- Wiktor Demjanenko (* 1958), sowjetischer Boxer
- Nikita Dewjatkin (* 1999), Skispringer
- Sarina Dijas (* 1993), Tennisspielerin
- Jerbolat Dossajew (* 1970), Politiker
- Jelena Dubok (* 1976), Biathletin
- Ässet Düissenow (* 1997), Skilangläufer
- Islam Betersultanowitsch Dugutschijew (* 1966), Ringer, Welt- und Europameister, Olympiazweiter
- Maxim Dyck (* 1988), deutscher Politiker

## F
- Stanislaw Filimonow (* 1979), Skispringer
- Dmitri Fofonow (* 1976), Radrennfahrer

## G
- Pawel Gaiduk (* 1976), Skispringer
- Olga Gauks (* 1987), deutsche Politikerin (CDU)
- Wiktor Gluschkow (1883–1937), Hydrologe
- Ljudmila Golomasowa (* 1947), Sprinterin
- Pjotr Gontscharow (* 1948), russischer Soziologe und Politologe
- Mark Gorman (* 1989), kasachisch-israelischer Fußballspieler
- Monika Gossmann (* 1981), deutsche Schauspielerin und Tänzerin
- Sergei Grigorjew (* 1992), Stabhochspringer
- Ljudmila Gurjewa (* 1977), Biathletin

## I
- Berik Imaschew (* 1960), Politiker

## J
- Dmitri Jakowlew (* 1988), Beachvolleyballspieler
- Frantscheska Jarbussowa (* 1942), Zeichentrickfilmerin
- Mels Jeleussisow (* 1950),  Umweltschützer und Politiker
- Ruslan Jerschanow (* 1976), Schachspieler
- Asamat Jesqarajew (* 1979), Politiker und Diplomat
- Denis Jewsejew (* 1993), Tennisspieler
- Jekaterina Jewsejewa (* 1988), Hochspringerin
- Jelena Jurajewa (1977–2013), Jazzmusikerin
- Waleri Jurlow (* 1933), russischer Künstler

## K
- Wolha Kardapolzawa (* 1966), belarussische Geherin
- Säule Käribajewa (* 1987), Fußballspielerin
- Jelisaweta Karlowa (* 2003), Tennisspielerin
- Nazym Kazibay (* 1993), Boxerin
- Alexei Kedrjuk (* 1980), Tennisspieler
- Qairat Kelimbetow (* 1969), Politiker
- Roman Kirsch (* 1988), Unternehmer
- Alexander Korobow (* 1978), Skispringer
- Alexei Koroljow (* 1987), Skispringer
- Ruslana Korschunowa (1987–2008), russisch-kasachisches Fotomodell
- Sergei Kotenko (* 1956), Wasserballspieler
- Jewgeni Kotscheschkow (1953–2001), sowjetischer und russischer Offizier
- Marina Kroschina (1953–2000), Tennisspielerin
- Schambyl Kukejew (* 1988), Fußballspieler
- Olessya Kulakova (* 1977), deutsche Volleyballspielerin
- Sergei Kulibaba (* 1959), sowjetischer Stabhochspringer
- Regina Kulikowa (* 1989), russische Tennisspielerin
- Dinmuchamed Kunajew (1912–1993), kommunistischer Politiker in Kasachstan
- Aqylbek Kürischbajew (* 1961), Politiker und Universitätsrektor
- Boris Kusnezow (* 1947), Langstreckenläufer
- Sergei Kutiwadse (1944–2017), sowjetisch-georgischer Fußballspieler

## L
- Alexandra Le (* 2004), Sportschützin
- Oxana Lebedew (* 1987), deutsche Profitänzerin
- Michail Ledowskich (* 1986), russischer Tennisspieler
- Robert Lehmann (* 1982), deutscher Chemiker und Numismatiker
- Jelena Lichowzewa (* 1975), russische Tennisspielerin
- Jewgeni Ljowkin (* 1992), Skispringer
- Swetlana Lukaschewa (* 1977), Mittel- und Langstreckenläuferin

## M
- Sanjar Madi (* 1986), Schauspieler
- Nikolai Makarow (* 1958), Radrennfahrer
- Fuat Mansurow (1928–2010), sowjetischer Dirigent
- Tatjana Maschkowa (* 1983), Beachvolleyballspielerin
- Alexander Merkel (* 1992), kasachisch-deutscher Fußballspieler
- Sabyrschan Muminow (* 1994), Skispringer
- Asqar Mussinow (1961–2024), Diplomat und Politiker
- Maghsum Myrsaghalijew (* 1978), Ökonom und Politiker

## N
- Anatoli Nasarenko (* 1948), sowjetischer Ringer
- Sergei Nawolokin (* 1963), Radrennfahrer
- Wladimir Nowikow (* 1970), Turner
- Qairat Nurdäuletow (* 1982), Fußballspieler
- Murat Nurtleu (* 1976), Politiker und Diplomat
- Bolat Nüssipow (* 1971), Diplomat

## O
- Machmud Omarow (1924–1961), sowjetischer Sportschütze
- Galym Orasbakow (* 1964), Diplomat
- Sergei Ostapenko (* 1986), Fußballspieler
- Kristina Owtschinnikowa (* 2001), Hochspringerin

## P
- Maria Pankratz (* 1965), Laienschauspielerin
- Alexander Parygin (* 1973), Sportler und Olympiateilnehmer
- Dajana Pecha (* 2001), Skispringerin
- Marija Perepjolkina (* 1984), russische Volleyballspielerin
- Alexander Petrenko (1976–2006), russischer Basketballnationalspieler
- Anastassija Pilipenko (* 1986), Hürdenläuferin
- Wassili Piwzow (* 1975), Bergsteiger
- Dennis Pohl (* 1986), deutscher Radrennfahrer
- Maxim Polunin (* 1975), Skispringer
- Igor Potapowitsch (* 1967), Stabhochspringer
- Alexei Ptschelinzew (* 1991), Skispringer
- Galina Pugatschenkowa (1915–2007), Archäologin, Kunstwissenschaftlerin

## Q
- Nurlan Qapparow (1970–2015), Geschäftsmann und Politiker
- Gülschan Qaraghussowa (* 1950), Politikerin
- Älibek Qassymow (* 1954), Generaloberst
- Jerschan Qasychanow (* 1964), Politiker
- Schibek Qulambajewa (* 2000), Tennisspielerin
- Timur Qulybajew (* 1966), Unternehmer
- Däuren Qystaubajew (* 1990), E-Sportler

## R
- Julija Rachmanowa (* 1991), Sprinterin
- Oxana Rachmatulina (* 1976), russische Basketballspielerin
- Salawat Rachmetow (* 1967), russischer Sportkletterer und Boulderer
- Schyngghys Rakparow (* 1995), Nordischer Kombinierer
- Wladimir Resnitschenko (* 1965), deutsch-sowjetischer Fechter
- Friederika Richter (* 1931), österreichische Malerin und Autorin
- Raqymschan Rosybakijew (* 1991), Fußballspieler

## S
- Jerlan Saghadijew (* 1966), Ökonom und Politiker
- Wadim Sajutin (* 1970), russischer Eisschnellläufer
- Rauan Sarijew (* 1994), Fußballspieler
- Qairat Sarybai (* 1966), Diplomat und Politiker
- Islam Sätbajew (* 1998), Sportschütze
- Marat Schachmetow (* 1989), Fußballspieler
- Michail Schaidorow (* 2004), Eiskunstläufer
- Muchtar Schäkischew (* 1963), Geschäftsmann
- Oras Schandossow (* 1961), Ökonom und Politiker
- Radik Schaparow (* 1984), Skispringer
- Wiktor Schascherin (* 1962), Eisschnellläufer
- Aischan Schatqanbajewa (* 1972), Juristin
- Thomas Schertwitis (* 1972), deutscher Wasserballspieler
- Wladimir Schirinowski (1946–2022), russischer nationalistischer Politiker und Abgeordneter der Duma
- Olga Schischigina (* 1968), Hürdenläuferin und Olympiasiegerin
- Weronika Schischkina (* 2003), Skispringerin
- Katharina Schmidt (* 1982), deutsche Schauspielerin
- Ljudmila Schwezowa (1949–2014), russische Politikerin
- Wjatscheslaw Schwyrjow (* 2001), Fußballspieler
- Igor Selenkow (* 1978), Biathlet
- Irina Seljutina (* 1979), Tennisspielerin
- Däulet Sembajew (1935–2021), kasachischer Ökonom und ehemaliger Präsident der Kasachischen Nationalbank
- Schamil Serikow (1956–1989), sowjetischer Ringer, Olympiasieger 1980 im griechisch-römischen Stil im Bantamgewicht
- Susanna Simon (* 1968), deutsche Schauspielerin
- Wiktorija Sjabkina (* 1992), Sprinterin
- Älichan Smajylow (* 1972), Politiker
- Konstantin Sokolenko (* 1987), Wintersportler
- Dmitri Strelnikow (* 1969), russisch-polnischer Schriftsteller
- Nurschan Subchanberdin (* 1965), Banker
- Bibigul Sujunschalina (* 1991), russische Schauspielerin und ein Model
- Baqyt Sultanow (* 1971), Politiker

## T
- Assan Tachtachunow (* 1986), Skispringer
- Marija Teluschkina (* 1994), Diskuswerferin
- Denis Ten (1993–2018), Eiskunstläufer
- Qassym-Schomart Toqajew (* 1953), Politiker
- Alexandra Troizkaja (* 2003), Skirennläuferin
- Sülfija Tschinschanlo (* 1993), Gewichtheberin
- Wiktor Tschirkow (* 1959), russischer Admiral und Oberkommandierender der Russischen Seekriegsflotte
- Dmitri Tschwykow (* 1974), kasachisch-kirgisischer Skispringer
- Jerlan Turghymbajew (* 1962), Generalmajor der Polizei und Politiker

## U
- Mars Ürkimbajew (1939–2012), Politiker
- Danil Ustimenko (* 2000), Fußballspieler

## W
- Anatoli Waisser (* 1949), Schachgroßmeister
- Danil Wassiljew (* 2004), Skispringer
- Andrei Werweikin (* 1966), Skispringer
- Sofja Welikaja (* 1985), Säbelfechterin
- Jewgeni Wladimirow (* 1957), Schachgroßmeister
- Ilja Worotnikow (* 1986), Fußballspieler
- Irina Wygusowa (* 1974), Wasserspringerin

## Z
- Juri Zapenko (1938–2012), Turner
- Irina Zymbalowa (* 1987), Beachvolleyballspielerin